# 살람 (식물)
살람(인도네시아어: salam, 학명: Syzygium polyanthum 시지기움 폴리안툼[*])은 도금양과의 나무이다. 동남아시아에 분포하며, 원산지는 라오스, 말레이시아, 미얀마, 베트남, 브루나이, 인도네시아, 캄보디아, 태국이다. "인도네시아 월계수"라 불리기도 하며, 살람 잎은 월계수 잎과 비슷한 방식으로 여러 가지 요리에 쓰인다.

## 사진

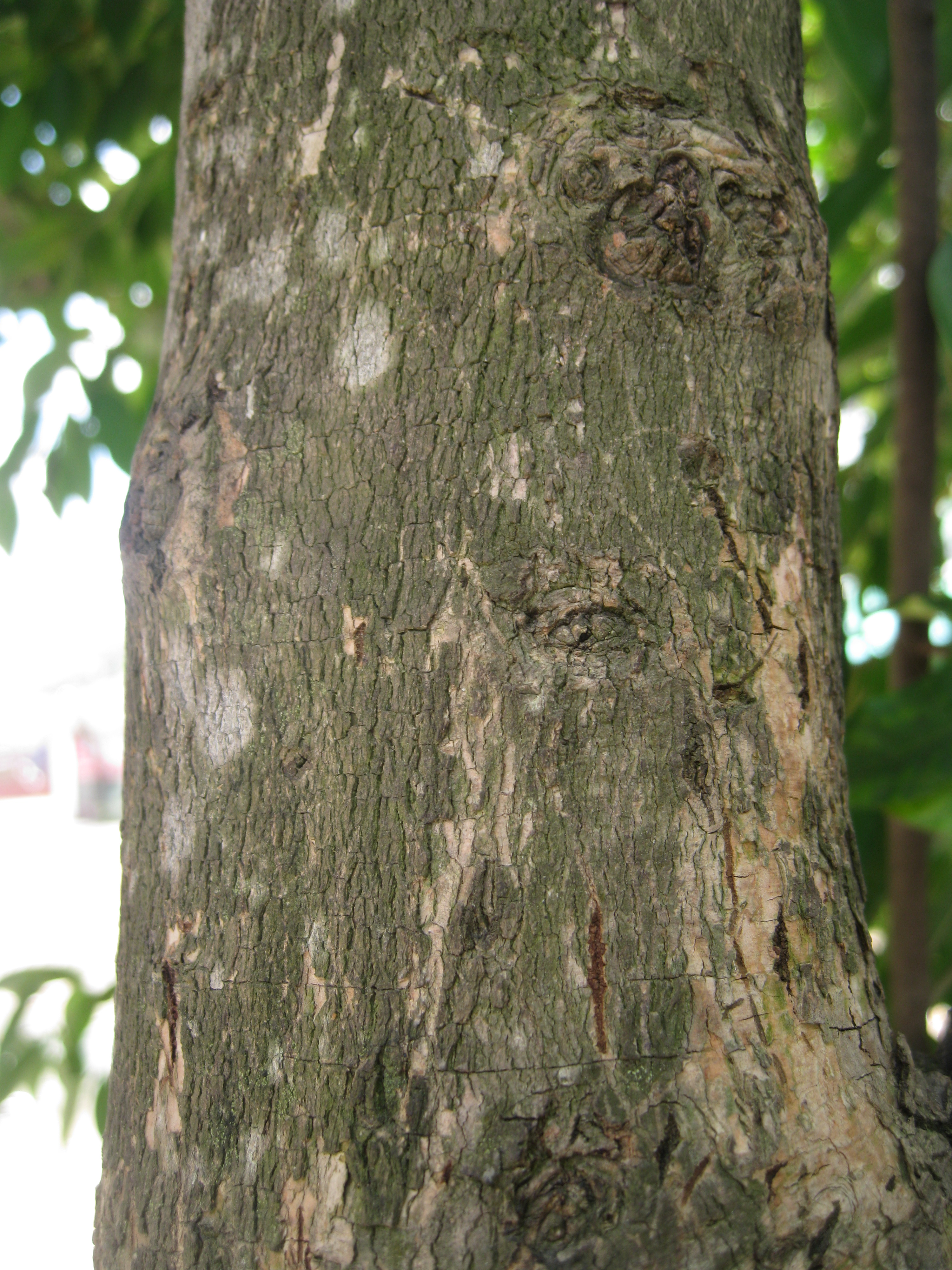
줄기
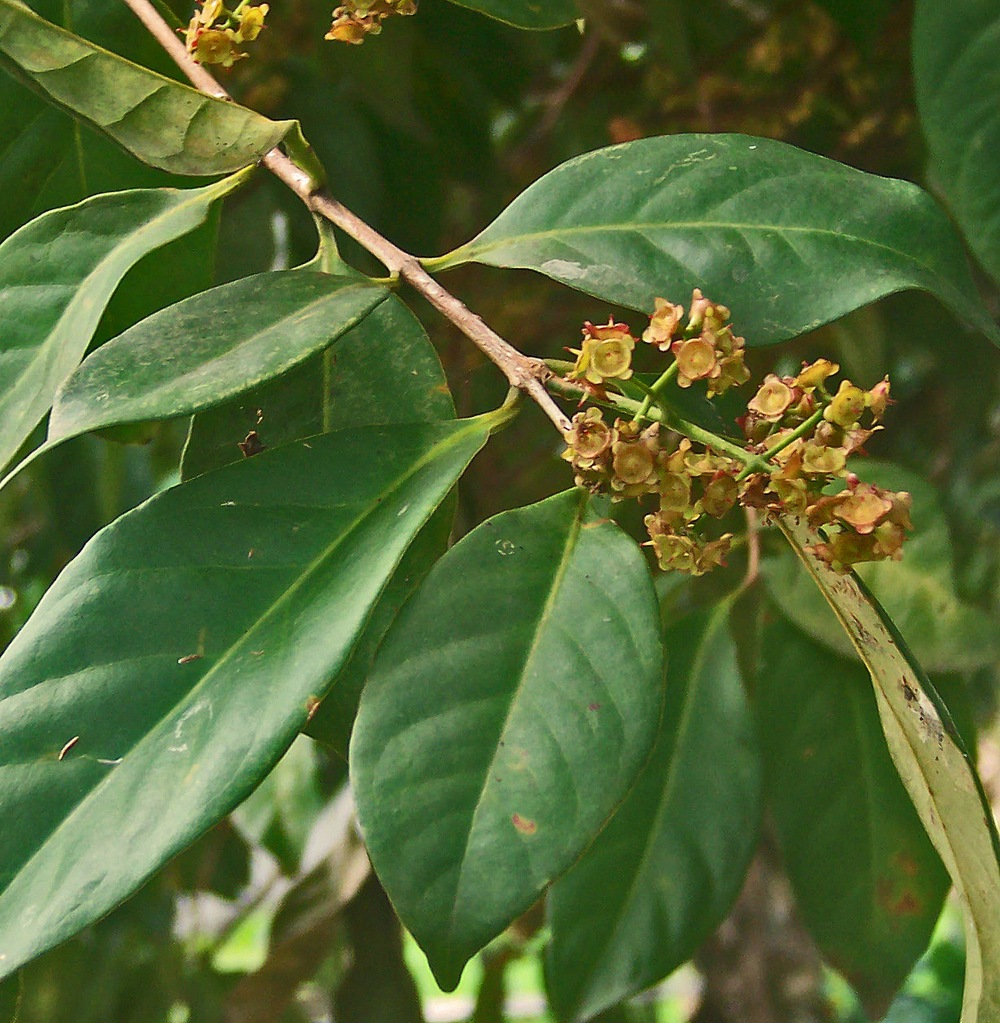
잎과 꽃
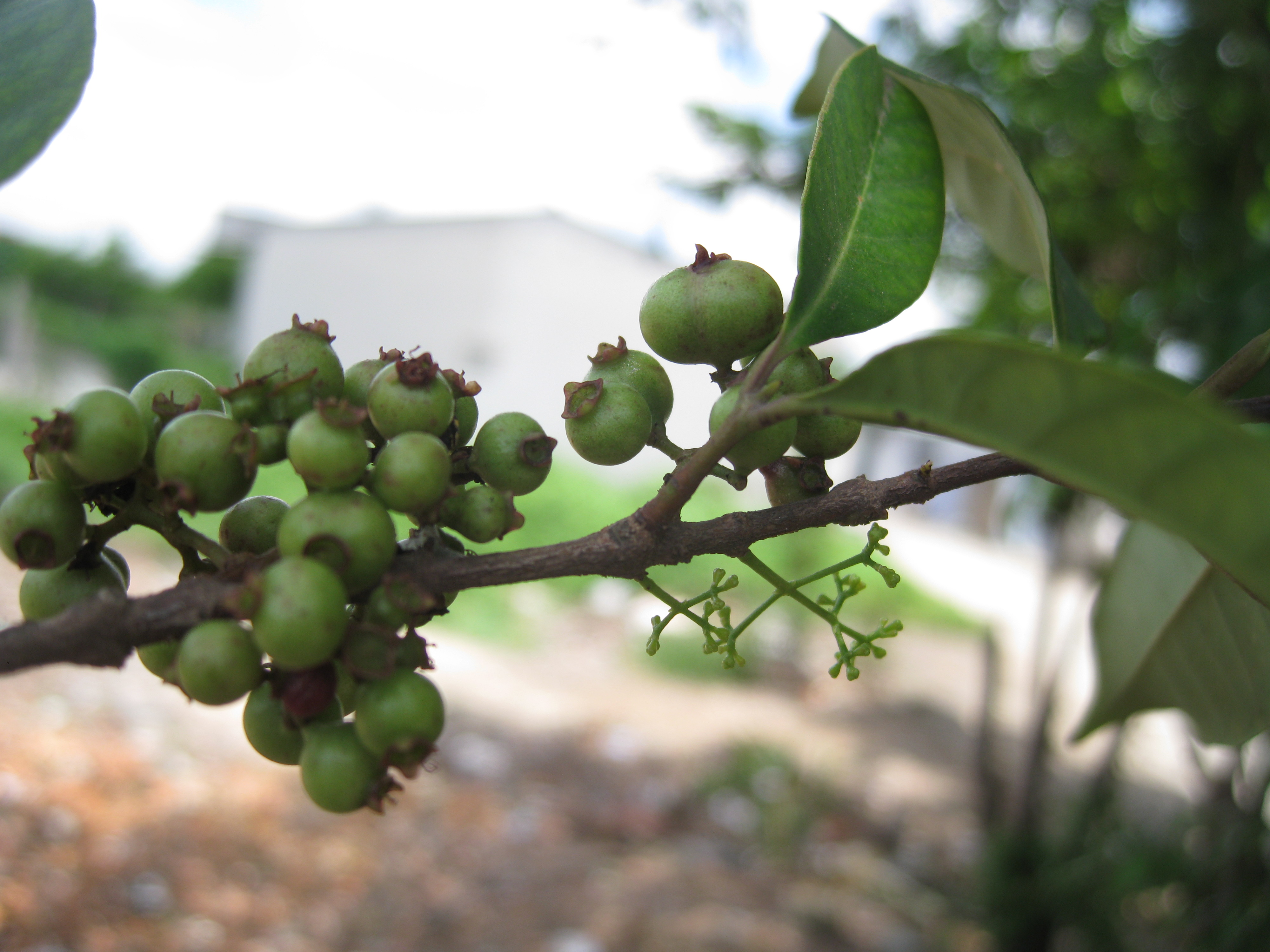
열매